# کلوشکووتسه
کلوشکووتسه (به لهستانی:  Kluszkowce) یک روستا در لهستان است که در گمینا چورشتن واقع شده‌است.
 کلوشکووتسه  ۱٬۷۳۸ نفر جمعیت دارد.